# EuroGames
Pour les articles homonymes, voir Eurogames.
Les EuroGames sont des manifestations sportives LGBT en Europe. Ils sont organisés par un ou plusieurs clubs de la European Gay and Lesbian Sport Federation (EGLSF), qui en détient la licence. De même que les Gay Games, les Eurogames sont ouverts à tous, sans considération d'âge, d'identité sexuelle ou d'aptitudes physiques.
Les « Grands EuroGames » sont organisés les mêmes années que les Jeux olympiques, alors que depuis 2001, les « Petits EuroGames » — avec moins de sports proposés et moins de participants — ont lieu les années impaires.
Les « petits » EuroGames d'Utrecht en 2005 ont rassemblé près de 3 000 participants, neuf sports en compétition et ont duré trois jours, ce qui a fait d'eux les plus importants Petits EuroGames.

## Historique
L'initiative est née en 1992 avec une première manifestation sportive à La Haye. Les EuroGames proprement dits ont vu le jour après la deuxième édition des Gay Games de San Francisco.
Les éditions successives se multiplient avec l'implication de l'EGLSF. Depuis les années 1980 de nombreux clubs sportifs homosexuels se sont développés, de manière plus ou moins explicite. À leurs débuts, les EuroGames se sont plus intéressés aux problématiques des femmes et des hommes homosexuels (le «L» et le «G» de LGBT pour «Lesbiennes et Gays») en organisant des manifestations sportives qui visaient à les protéger de l'hétéronormativité expérimentée durant les évènements grand public. Il y avait également l'ambition d'en faire le plus gros évènement multisport européen. Les objectifs principaux étaient de soutenir les athlètes lors de leur coming out, de faire prendre conscience au grand public de l'existence des athlètes LG et de faciliter les échanges et la communication entre les clubs sportifs LGBT en Europe.
De 1992 à 2021 il y a eu 18 éditions dans 16 villes et 11 pays différents, qui ont réuni plus de 5400 athlètes concourant dans 25 disciplines sportives.

## Éditions successives des EuroGames depuis 1992

### EuroGames de La Haye en 1992
Les premiers EuroGames ont lieu à La Haye, rassemblant environ 300 athlètes provenant de cinq pays européens, qui concourent dans quatre sports : le badminton, le football, le volley-ball et le basket-ball.
Ces jeux commencent à petite échelle dans le but de créer une occasion pour les lesbiennes et les gays de se rencontrer et de s'amuser en dehors du regard du grand public.
L'idée fondamentale est de soutenir les athlètes dans leur démarche de sortie du placard, d'accroître la sensibilisation envers le sport gay et lesbien auprès du grand public et de favoriser le réseautage entre les clubs sportifs gays et lesbiens à travers l'Europe.

### La Haye en 1993
La capitale administrative des Pays-Bas accueille à nouveau les Eurogames en 1993. Les disciplines sportives s'étendent pour inclure la natation et l'athlétisme. Plus de 540 participants venant de 8 pays européens, contribuent au succès de cet événement. La ministre néerlandaise des Sports, Hedy d'Ancona, ouvre officiellement les deuxièmes Eurogames.

### Francfort-sur-le-Main en 1995
Lors des EuroGames de Francfort-sur-le-Main, 2 000 personnes participent, alors que les estimations initiales tablaient sur environ 1 000 athlètes pour les 10 sports proposés. L'évènement est représenté par le logo Star & Flame.

### Berlin en 1996
Les EuroGames de Berlin accueillent 3 400 athlètes qui prennent part à 17 disciplines sportives lors des événements qui ont eu lieu du 16 au 19 mai 1996.
L'organisation atteint un niveau de semi-professionnalisme. C'est la première fois qu'un nombre important d'athlètes provenant de pays d'Europe de l'Est participent aux EuroGames, avec plus de 50 représentants venant de pays tels que la Lituanie, la Pologne, la République tchèque, la Hongrie, la Russie et la Roumanie. L'événement de Berlin est marqué par la création de l'hymne des EuroGames, intitulé We Are Leaving (Nous partons), interprété par Polaris.

### Paris en 1997
En raison du succès de l'histoire des EuroGames jusqu'alors, trois villes, à savoir Bruxelles, Paris et Zurich, expriment leur intérêt pour accueillir l'édition de 1997. Ils sont attribués pour la première fois à la France.
Les EuroGames ont donc lieu à Paris du 20 au 23 juin 1997, rassemblant près de 2 000 athlètes provenant de 17 pays qui concourent dans 13 sports. La majorité des participants de l'événement sont originaires de France, d'Italie et d'Espagne.

### Zurich en 2000
La 6e édition des EuroGames a lieu à Zurich du 1er au 4 juin 2000. Elle est placée sous la devise Zürich zeigt Herz (Zurich montre du cœur). La cérémonie d'ouverture a lieu au Volkshaus (de). Au-delà de l'aspect sportif, cet événement vise principalement à rechercher une reconnaissance socioculturelle pour la communauté homosexuelle.
Ces Eurogames accueillent 4 300 athlètes provenant de 30 pays différents. Entre 15 000 et 20 000 spectateurs assistent à l'événement. Les 19 disciplines sportives, allant de l'athlétisme à la natation en passant par le tennis, le badminton, le volley-ball et le football, mettent en lumière les Allemands et les Néerlandais, qui sont les favoris de la compétition.
C'est la première fois qu'il y a presque autant d'athlètes féminins que masculins. Les organisateurs ont réussi à atteindre une parité presque parfaite, avec seulement deux hommes de plus que de femmes. C'est un changement significatif par rapport aux cinq éditions précédentes, où le nombre d'hommes participants était toujours supérieur à celui des femmes.
« Jusqu’en 1980, les clubs sportifs auxquels appartenaient les athlètes homosexuels refusaient de les inscrire aux compétitions officielles comme les Jeux olympiques [...] c’est à ce moment-là que les homosexuels ont décidé de montrer par les Eurogames qu’ils sont des sportifs tout à fait normaux. Et qu’ils ne se différencient que par une autre sexualité. Qui n’a pas lieu de provoquer une discrimination », annonce d’entrée la porte-parole des Eurogames, Doris Fiala-Goldiger.
Le budget des Eurogames est de 1,2 million de francs, mais il est renforcé par la contribution de mille bénévoles qui participent à l'organisation et à l'intendance de l'événement. Le canton soutient la manifestation par un don de 25 000 francs destiné aux compétitions organisées pour les handicapés. La coopérative zurichoise de la Migros finance à hauteur de 40 000 francs suisses un brunch destiné à l'ensemble des participants.
Les Eurogames ont été menacés par l'opposition d'un comité chrétien, emmené par l'Union démocratique fédérale, qui a lancé une pétition pour les empêcher. Cependant, malgré les 14 000 signatures recueillies, la municipalité de Zurich a maintenu l'événement. Celui-ci est soutenu par les autorités (maire de Zurich Josef Estermann (de) et conseiller fédéral responsable des sports Adolf Ogi) et des sponsors privés, notamment l'Aide suisse contre le sida (de) et Pink Cross, l'organisation des homosexuels en Suisse. Le Musée national suisse s'est également associé à l'événement avec une exposition sur l'histoire de Der Kreis, qui joue un rôle déterminant dans le mouvement homosexuel en Suisse. Cette diversité de soutiens a contribué au succès des Eurogames.

### Hanovre en 2001
Les EuroGames de 2001 se déroulent à Hanovre en Allemagne, du 2 au 5 août avec environ 1500 athlètes inscrits. Au programme, des fêtes et des évènements culturels sont prévus.
La septième édition des EuroGames est le premier "small" EuroGames. L'événement présente sept sports et une collaboration étroite avec les autorités locales, dirigée par le maire MH. Schmalstieg. Le tournoi de danse est un succès majeur tant pour ses implications politiques que pour son niveau de compétition élevé. Les organisateurs créent le site web www.eurogames.info pour servir de plateforme commune à tous les futurs EuroGames en matière d'information et d'inscription.

### Copenhague en 2003
La huitième édition des EuroGames a lieu pour la première fois en Europe du Nord, offrant divers sports dont le volley-ball, le badminton, la natation, le football, l'athlétisme, la danse et le handball. Avec plus de 2 200 participants, cette édition connaît un grand succès en raison des précédents EuroGames et des Gay Games de Sydney, qui avaient exclu de nombreux Européens.
posés[Quoi ?]. La cérémonie de clôture est suivie d'un brunch et d'une grande fête d'adieu.

### Munich en 2004
En 2004, les EuroGames rassemblent plus de 5 300 athlètes de 38 pays qui s'affrontent pour des médailles dans 26 disciplines, accompagnés de plus de 1 000 volontaires et de nombreux visiteurs venant d'Allemagne et du reste du monde. Ces jeux ont lieu au parc olympique de Munich du 29 juillet au 1er août.
La cérémonie d'ouverture a lieu dans la salle olympique avec un défilé des athlètes. Elle est coanimée par Mark Tewksbury, coprésident des premiers Outgames mondiaux de Montréal en 2006, avec une foule de plus de 15 000 personnes. La devise est Munich s'ports the rainbow (Munich s'porte l'arc-en-ciel), soutenu par le maire Christian Ude[Quoi ?]. Des stars internationales et nationales telles que Jimmy Somerville, Marla Glen, Georgette Dee (de) et The Croonettes sont présentes lors de la cérémonie d'ouverture.

### Utrecht en 2005
En 2005, les Jeux européens LGBTI+ sont organisés à Utrecht. Du 16 au 19 juin, près de 2 900 athlètes venant de 44 pays et 20 000 visiteurs affluent dans la ville pour participer à cet événement. Pour la première fois, la majeure partie des activités a eu lieu au parc olympique, avec plus de 20 sports pro.

### Anvers en 2007
L'édition 2007 des Eurogames a lieu du 12 au 15 juillet à Anvers. La Fédération européenne du sport gay et lesbien l'attribue à cette ville lors d'une cérémonie qui s'est tenue le 4 mars 2006 à Budapest.
Le ministre flamand responsable de l'Égalité des chances a alloué une somme de 25 000 euros pour soutenir la manifestation.
Avec la participation d'environ 3 000 athlètes provenant de plus de 40 pays et accueillant près de 10 000 visiteurs, cette édition est un événement majeur. Les compétitions se déroulent avec multitude de sports, notamment le badminton, le bowling, le golf, le hockey sur gazon, le judo, la danse, le tennis, le football, le volley-ball, la lutte, la natation et une boxe thaï Masterclass.

### Barcelone en 2008
Les EuroGames de Barcelone se tiennent du 24 au 28 juillet 2008 à Barcelone et sont considérés comme l'un des évènements LGBT majeurs dans le sport des régions hispanophones. La devise de l'évènement est « Come South, Play with us », tous les précédents EuroGames ayant eu lieu en Europe du Nord.
De l’athlétisme au tennis et à l’aérobic: 28 disciplines sont présentées lors de ces Eurogames, « les premiers organisés dans une ville du sud de l’Europe », a indiqué la Fédération européenne de sport gay et lesbien qui organise l’événement avec l’association sportive gays de Barcelone, les Panthères jaunes. Les compétitions se déroulent dans divers lieux de la capitale catalane, y compris le campus de l'université autonome de Barcelone.
Une conférence intitulée « Sur les droits de l'Homme et l'homophobie » est réalisée afin d'aborder la thématique concernant la discrimination des gays et des transsexuels dans les pays de la Méditerranée et d'Europe de l'Est. Des ateliers et des jeux pour les enfants sont également proposés aux 30 000 visiteurs lors de cet événement, qui bénéficie d'un budget de 900 000 euros.

### Rotterdam en 2011
En 2011 c'est Rotterdam qui accueille la 13e édition des jeux, qui rassemblent 3 500 athlètes de 44 pays qui s'affrontent sur cinq jours dans 21 disciplines sportives.

### Budapest en 2012
Ulrike Lunacek et Kinga Göncz, toutes deux membres du Parlement européen et membres de l'intergroupe LGBT, sont présentes lors de la cérémonie d'ouverture officielle des EuroGames 2012 à Budapest, la capitale hongroise.
Toutefois, malgré la participation des membres du Parlement européen, l'Assemblée de Budapest ainsi que le maire de la ville refusent de soutenir ou d'approuver l'événement de quelque manière que ce soit. Les organisateurs sont inquiets quant à l'intolérance croissante envers les personnes LGBT en Hongrie, craignant que cela puisse entraîner des attaques pendant les EuroGames.

Du 27 juin au 1er juillet 2012, les EuroGames accueillent 3 800 athlètes représentant 34 pays européens. L'événement attire également 2 200 supporters et 4 000 visiteurs venant de différentes régions. Outre les compétitions sportives, le programme comprend des conférences axées sur les droits de l'homme et les questions relatives aux minorités.
« L'atmosphère à l'ouverture officielle des EuroGames à Budapest était très bonne. Non seulement il y avait plus de 2 000 participants, mais ils venaient de pays où il peut encore être dangereux de vivre ouvertement: Russie, Ukraine, Serbie, Turquie, Bosnie et bien d'autres. Cet événement est un énorme succès pour les organisateurs, étant donné que la ville leur a refusé tout soutien. Je suis convaincue que les Jeux contribueront à plus d'ouverture en Hongrie » dit Ulrike Lunacek.
L'eurodéputée Kinga Göncz, membre de l'intergroupe LGBT et ancien ministre des Affaires étrangères de Hongrie, ajoute : 
«L'EuroGames est une compétition pour les sportifs admirables et accomplis. Il offre aux membres de la communauté LGBT ainsi qu'à leurs amis l'occasion de concourir ensemble dans une atmosphère amicale; et ce faisant, ils démontrent qu'il n'y a pas de place parmi eux pour l'exclusion ou pour les préjugés contre ceux qui sont différents. Nous, Hongrois, pouvons tous être fiers qu'un événement aussi important ait lieu pour la première fois dans notre pays, dans tous les anciens États du Bloc de l'Est.»

### Stockholm en 2015
Les EuroGames de 2015, se déroulent du 5 au 9 août aux foires internationales de Stockholm. Il est prévu d'accueillir environ 5000 athlètes et plus de 200 000 visiteurs, avec au programme 25 disciplines, des activités culturelles et politiques telles que des expositions, un festival du film, des conférences et des ateliers.

Parmi les disciplines, il y a les championnats aquatiques qui comprennent la plongée, la natation synchronisée, et le water-polo. Il s'agit du plus grand évènement aquatique LGBTQ au monde en 2015. Le 8 août, le premier marathon LGBTQ Ultra du monde est organisé par Stockholm Marathon Group en partenariat avec les EuroGames.
« Nous sommes extrêmement heureux que le tout premier marathon LGBTQ Ultra au monde se déroule dans la magnifique ville de Stockholm, où se trouve le célèbre marathon de Stockholm » Déclare Jakob Jansson, président d'EuroGames Stockholm 2015.
L'évènement est soutenu par la municipalité, notamment par Regina Kevius, adjointe au maire chargée des sports :
« Stockholm est connue comme une destination ouverte et accueillante. L’organisation des EuroGames à Stockholm est complètement en phase avec notre désir de devenir une des destinations leader en Europe pour les événements. Nous sommes heureux et fiers de pouvoir soutenir les EuroGames de Stockholm. »
La ville de Stockholm est l'une des destinations les plus gay-friendly en Europe, c'est pourquoi, durant les jeux sportifs, la question de l'inclusivité des personnes trans est soulevée, car certaines des catégories de compétition restant traditionnellement divisées entre hommes et femmes.

### Helsinki en 2016
La 16e édition des EuroGames 2016 a lieu à Helsinki, ainsi que dans les villes voisines de Vantaa et Espoo, du 29 juin au 2 juillet 2016. L'événement est organisé par le club sportif HOT Helsinki. Il prévoit d'accueillir environ 3 000 participants et 2 000 autres visiteurs du monde entier à Helsinki.
Les EuroGames 2016 d'Helsinki présentent 14 sports différents, à savoir le badminton, le basket-ball, le bowling, le bridge, la danse, le floorball, le football, le golf, le squash, la natation, le tennis, l'athlétisme, la course de fond et le volley-ball. En plus des compétitions sportives, des événements non compétitifs tels que le yoga sont également proposés.
Pendant la compétition, le village installé dans le parc de Kansalaistori est ouvert à tout le monde.
Le président de la République finlandaise, Sauli Niinistö, est le parrain de cette édition des EuroGames. Le maire de la Ville d'Helsinki, Jussi Pajunen, intervient également lors de la cérémonie d'ouverture. Le Service des sports a apporté son soutien en aidant à la location des locaux nécessaires pour les compétitions. De plus, le ministère finlandais de l'Éducation a octroyé un soutien financier pour l'organisation.

### Rome en 2019
La 17e édition des EuroGames se déroule à Rome du 11 au 13 juillet 2019. Cet événement est soutenu par EGLSF et organisé en partenariat avec GAYCS (Gay Sport Cultural Association) et le département LGBT des AICS (Italian Association of Sport Culture), avec le soutien et le mécénat du Comité olympique national italien, de la région du Latium et de Rome Capital. Le projet bénéficie également du soutien de Federalberghi Rome, ainsi que des principales fédérations internationales et des clubs sportifs LGBT italiens.
Une cérémonie d'ouverture est réalisée au Stadio Tre Fontane avec plus de 5 000 athlètes du monde entier. Des feux d'artifice sont lancés lors de la cérémonie de clôture.

### Düsseldorf en 2020
Prévus initialement du 5 au 9 août 2020, les EuroGames de Düsseldorf n'ont pas lieu à cause de l'interdiction des grands rassemblements en raison de la pandémie de Covid-19.

### Copenhague en 2021
Les EuroGames se déroulent du 18 au 20 août 2021 à la fois à Copenhague, au Danemark, et à Malmö, en Suède. Au programme, 22 tournois sportifs, un programme public nommé « Sports to the People», une conférence des leaders sportifs et Sports Village. La manifestation est placée sous la devise #YouAreIncluded (tu es inclus).
En 2021, Copenhague remporte l'organisation des EuroGames, moins de six mois après avoir accueilli l'évènement WorldPride. Les deux évènements sont fusionnés pour créer « Copenhague 2021 », un rassemblement de 11 jours réunissant plus de 500 000 personne du monde entier. Le programme comprend une variété d'évènements, tels que des débats sur les droits de l'homme, des compétitions sportives inclusives et un défilé de fierté, pour célébrer la diversité et l'inclusion. SelonLars Christian Østergreen, PDG de Copenhague 2021 :

« Nous invitons des gens du monde entier à Copenhague pour une célébration massive de l'amour, de l'esprit sportif et de la diversité. Avec deux évènements de cette ampleur, nous créons une étape moderne dans notre lutte pour l'égalité des droits et réunissons des personnes pendant 11 jours de débats sur les droits de l'homme, des évènements sportifs, concerts et fêtes en plein air. »

### Nimègue en 2022
Les EuroGames de Nimègue ont lieu du mercredi 27 au samedi 30 juillet 2022, aux Pays-Bas. Au total ce sont plus de 2 000 athlètes de 42 pays qui participent à 19 sports différents.
Une cérémonie d'ouverture a lieu sur le Waalkade à Nimègue, avec la coopération des drag queens de Haus of Thomtom de Nimègue, Ellen ten Damme, la chanteuse d'opéra Deirdre Angenent (nl), Merijn van Haren (Navarone), et Ishwana. Une exposition d'ouverture a également lieu Mon histoire EuroGames dans la chapelle Mariënburgdans, dans laquelle douze athlètes expliquent l'importance des EuroGames dans leur parcours.
En parallèle des tournois sportifs, la ville propose un programme culturel chaque jour, incluant des activités telles que des cliniques, des projections de films, des spectacles théâtraux, des expositions, des promenades, des fêtes et des rencontres sous le signe de la diversité et de l'inclusion.

L'initiative des EuroGames est soutenue par la municipalité de Nimègue et la province de Gueldre. Elles voient en cet évènement une opportunité de promouvoir la Gueldre et Nimègue en tant que lieux accueillants et inclusifs pour la communauté LGBTQ+ et de mettre en avant les sports inclusifs, accessibles à tout le monde. Pour rendre cet évènement possible, un budget de 221 000 euros est alloué.
«C'est une excellente nouvelle que Nijmegen puisse organiser les EuroGames 2022. L'inclusion sociale dans le sport est importante dans cette ville arc-en-ciel. Avec les EuroGames, nous pourrons le montrer. Déclare Grete Visser, conseillère municipale de Nijmegen.»
Pour la cérémonie de clôture officielle, des discours et des performances sont réalisés par Julia Zahra (de), Fata Boom, Jordan Roy et Trinxx sur le Waalkade.

### Berne en 2023

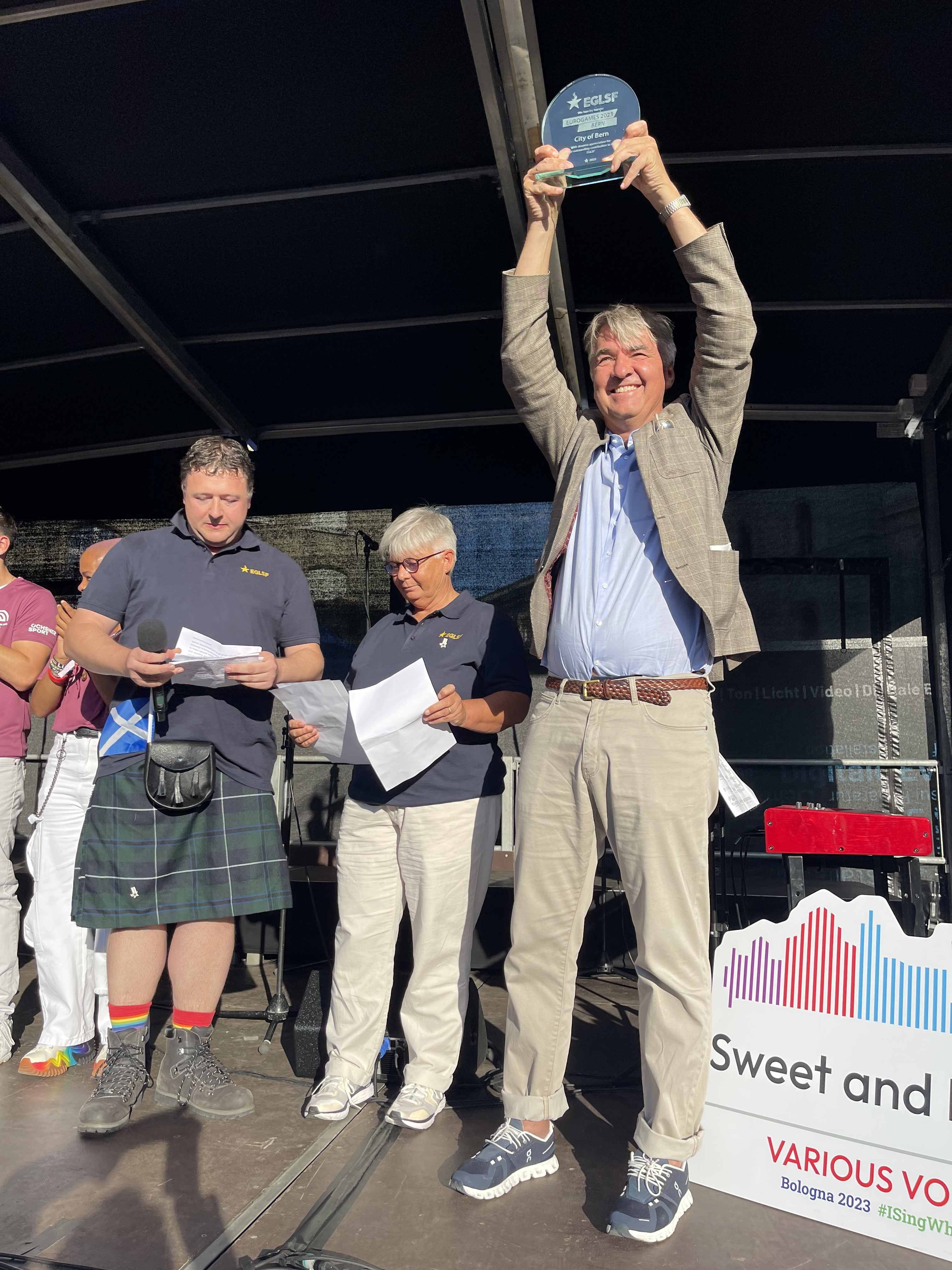
Le maire de Berne Alec von Graffenried brandissant le prix remis à la ville de Berne lors de la cérémonie d'ouverture.

Les EuroGames de 2023 se déroulent à Berne du 26 au 29 juillet 2023. Près de 2 000 athlètes y participent et vingt disciplines sportives y sont représentées, dont le quadball, la randonnée, la pétanque,, le street work-out et le Hyrox challenge[Quoi ?].

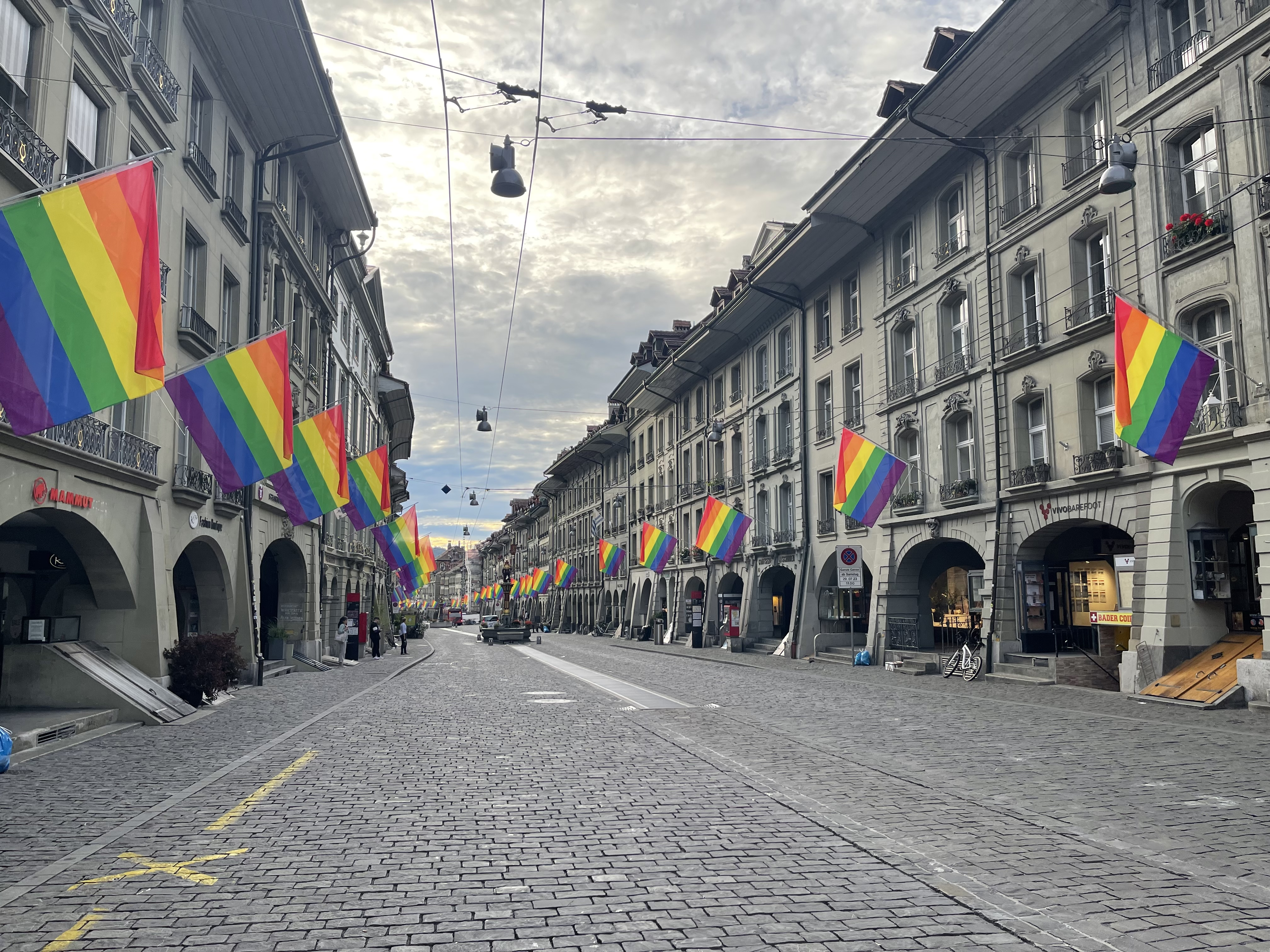
Drapeaux LGBT à Berne durant les EuroGames 2023.

Le centre de la vieille-ville est à cette occasion décoré de 260 drapeaux LGBT. La ville de Berne désactive les fonctionnalités de commentaires sur Twitter à la suite de remarques outrancières, notamment du parti des jeunes UDC Suisses. Les Jeunes Vert’libéraux ont indiqué réfléchir à porter plainte pour violation de « la norme pénale qui punit les discours discriminatoires et incitant à la haine ».
Les EuroGames 2023 incluent la participation de la Russie en dépit de la guerre d'Ukraine. Selon Jasmine Imboden, coprésidente de l'association des Eurogames de 2023, des événements comme les EuroGames sont l'une des rares occasions où les personnes queer russes peuvent participer.
La ville de Berne apporte son soutien aux Eurogames 2023 en fournissant une aide financière de 385 000 francs, composée d'un versement de 40 000 francs et d'une remise de taxes d'environ 345 000 francs. Lors du conseil municipal, plusieurs intervenants ont mis en avant le fait que les EuroGames permettent de rendre visible la communauté LGBTIQ et de promouvoir l'égalité et l'inclusion. Toutefois, la demande du groupe GB/JA visant à imposer des prescriptions aux organisateurs concernant l'offre de restauration et à interdire la publicité commerciale n'a pas abouti.

### Sports représentés

#### Javelot

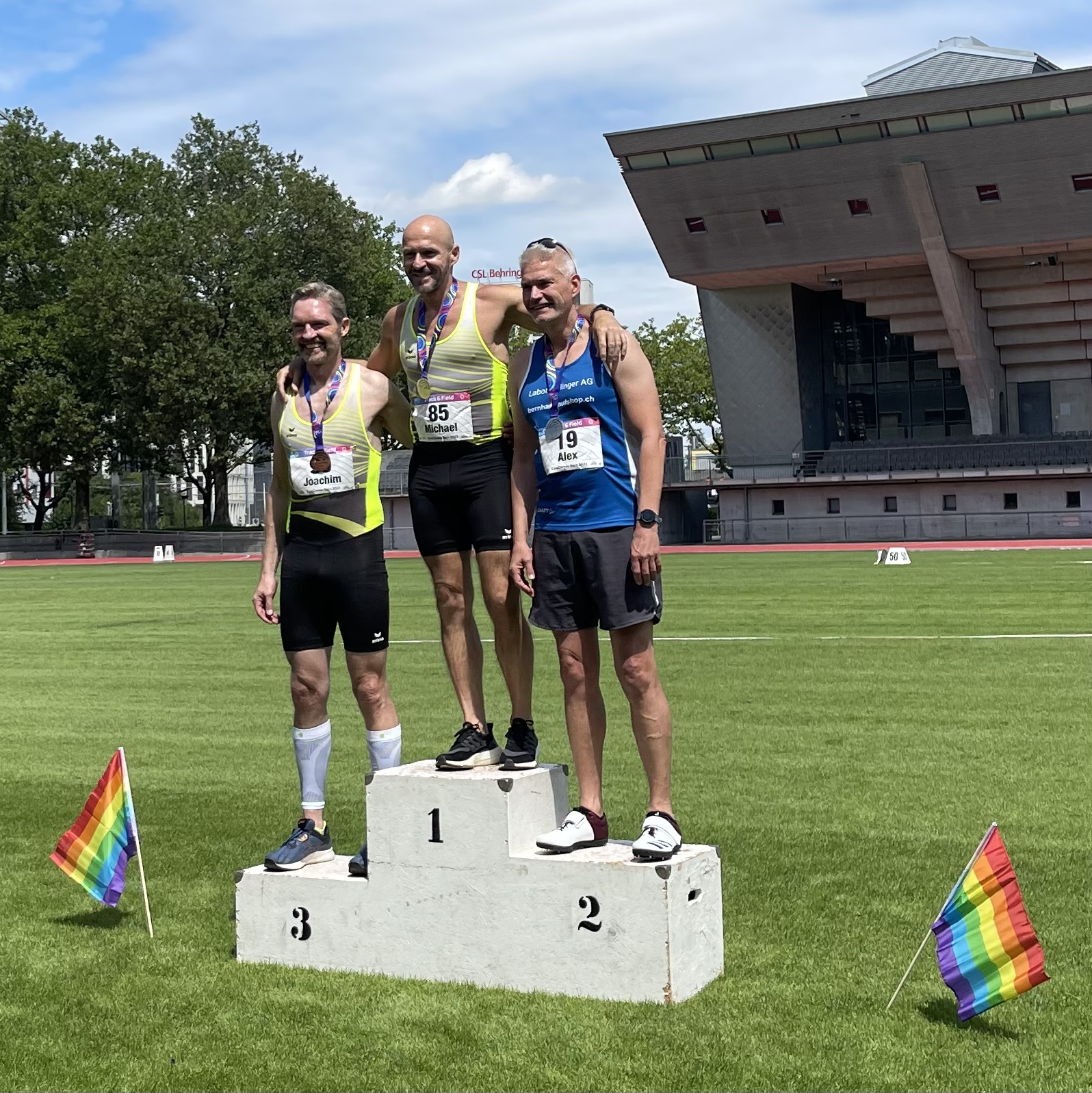

- Lancer de javelot de Christa Wittwer, 4 fois championne suisse de javelot[51].

#### Badminton

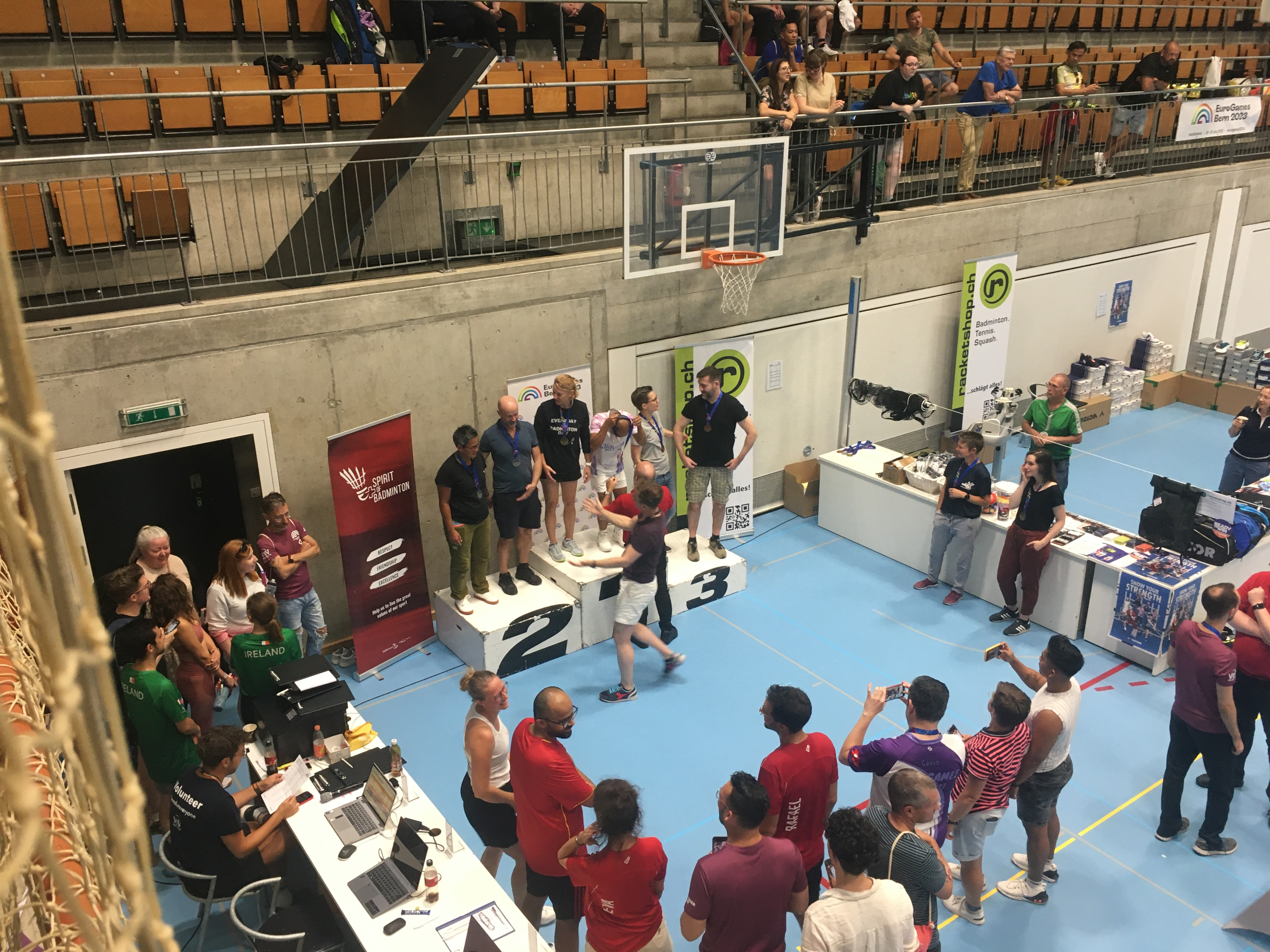
Remise des prix de la discipline badminton

### Vienne en 2024
Le 9 juin 2023, l'hôtel de ville de Vienne accueille l'évènement de lancement des EuroGames de Vienne 2024. 
L'évènement sportif se déroule du 17 au 20 juillet 2024 et rassemble quelque 4 000 participants de 90 pays, qui concourent dans 32 disciplines différentes. Un programme de soutien financier est mis en place pour permettre la participation de plus de 100 personnes provenant de pays de l'est et du sud-est de l'Europe dans lesquels la communauté LGBT est toujours discriminée.
Les EuroGames Vienna 2024 reçoivent une subvention de 150 000 euros de la part de la ville de Vienne, en plus de la mise à disposition de nombreux sites sportifs. Une cérémonie d'ouverture, une cérémonie de clôture et un village EuroGames de cinq jours, aménagé sous la forme de tentes, sont prévus au programme. 

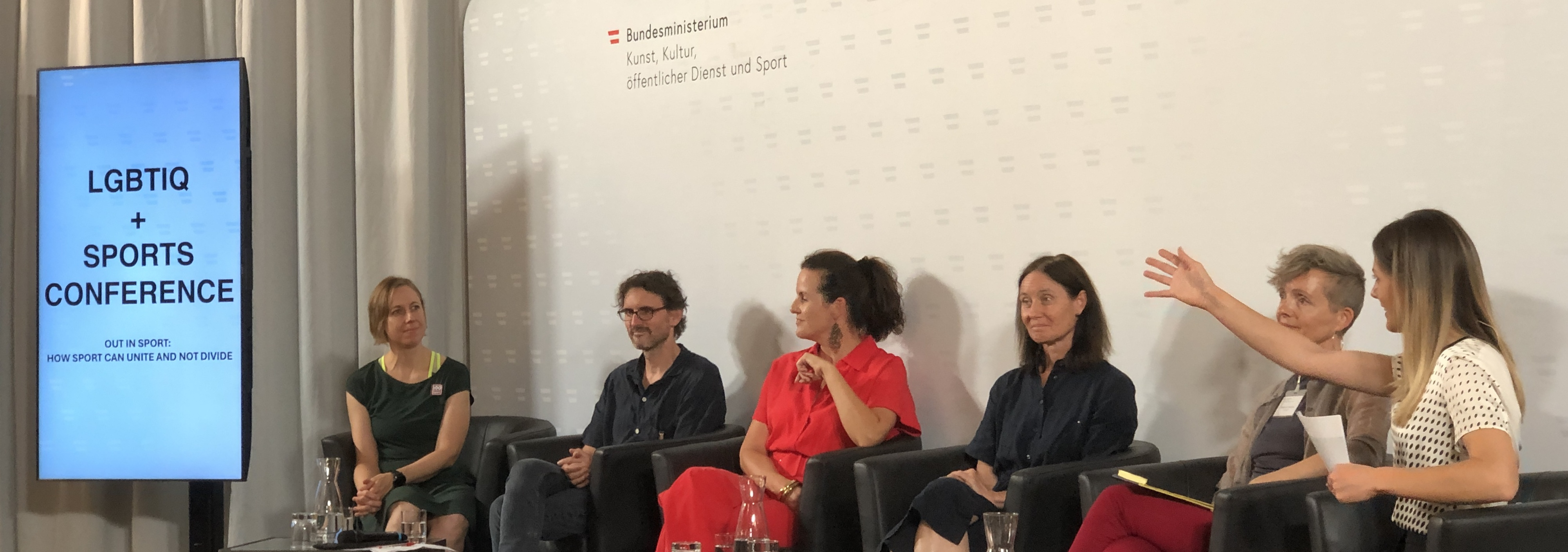
EuroGames 2024 Conf: “Out in Sport - How Sport can Unite and not Divide”

«Vienne est une ville ouverte et diversifiée et, en tant que capitale de l'arc-en-ciel, elle pose des jalons dans le domaine de l'égalité LGBTIQ, y compris au niveau international. En tant que conseiller municipal responsable de la communauté LGBTIQ, je me réjouis que le thème du sport fasse ainsi une entrée renforcée dans la communauté viennoise et que, nous l'espérons, de nombreuses personnes queer à Vienne puissent surmonter leurs craintes de contact avec les clubs de sport ou leurs expériences désagréables dans leur jeunesse", déclare le vice-maire Christoph Wiederkehr.»

### Lyon en 2025

Le groupe EuroGames de Lyon à la pride de Berne en 2023.

Les EuroGames de 2025 ont lieu du 23 au 26 juillet à Lyon. C'est une première pour cette ville d'accueillir une compétition sportive européenne dédiée à la communauté LGBT+. Cette 22e édition rassemble environ 5 700 athlètes venant de plus de 40 pays d'Europe et du monde entier, qui s'affrontent le long des rives de la Saône et du Rhône dans plus de trente disciplines sportives, dont le tennis, le football, le rugby, la natation synchronisée, la pétanque, la voile, la danse et le chant choral. La participation à cette compétition sportive est rendue possible grâce au soutien de quinze clubs affiliés à l'Office des sports de Lyon (OSL).

La Fédération sportive LGBT+ souligne également que cet évènement offre l'opportunité :
« d’échanger et de sensibiliser les participant-e-s et les spectacteurs-rices autour des thématiques telles que le handisport LBGT+, la lutte contre la sérophobie, les notions de genre et d’orientation sexuelle.»

## Chronologie des EuroGames
| Année | Ville                 | Pays        | Participants     | Pays d'origine   | Nombre de sports | Remarques     | Autres villes candidates |
| ----- | --------------------- | ----------- | ---------------- | ---------------- | ---------------- | ------------- | ------------------------ |
| 1992  | La Haye               | Pays-Bas    | 300              | 5                | 4                |               |                          |
| 1993  | La Haye               | Pays-Bas    | 540              | 8                | 6                |               |                          |
| 1995  | Francfort-sur-le-Main | Allemagne   | 2 000            | 13               |                  |               |                          |
| 1996  | Berlin                | Allemagne   | 3 247            | 18               | 17               |               |                          |
| 1997  | Paris                 | France      | 2 000            | 18               | 17               |               | Bruxelles, Zurich        |
| 1999  | Manchester            | Royaume-Uni | Annulé           | Annulé           | Annulé           | Annulé        | Cologne                  |
| 2000  | Zurich                | Suisse      | 4 500            | 30               | 19               |               | Hambourg                 |
| 2001  | Hanovre               | Allemagne   | 1 500            |                  | 7                |               |                          |
| 2003  | Copenhague            | Danemark    | 2 200            |                  | 7                |               |                          |
| 2004  | Munich                | Allemagne   | 5 300            | 38               | 27               |               | Vienne                   |
| 2005  | Utrecht               | Pays-Bas    | 2 855            | 44               | 9                |               |                          |
| 2007  | Anvers                | Belgique    | 3 650            | 40               | 12               |               |                          |
| 2008  | Barcelone             | Espagne     | 5 300            |                  | 24               |               |                          |
| 2011  | Rotterdam             | Pays-Bas    | 6 000            |                  | 27               |               |                          |
| 2012  | Budapest              | Hongrie     | 2 500            |                  | 27               |               |                          |
| 2015  | Stockholm             | Suède       | 4 465            | 71               | 28               |               |                          |
| 2016  | Helsinki              | Finlande    | 1 400            | 40               | 14               |               |                          |
| 2019  | Rome                  | Italie      | 1500             |                  |                  | Site officiel |                          |
| 2020  | Düsseldorf            | Allemagne   | Annulé, Covid-19 | Annulé, Covid-19 | Annulé, Covid-19 | Site officiel |                          |
| 2021  | Copenhague            | Danemark    | 6000             |                  | 22               | Site officiel |                          |
| 2022  | Nimègue               | Pays-Bas    | 2000             | 42               | 19               | Site officiel |                          |
| 2023  | Berne                 | Suisse      | 2000             | 75               | 20               | Site officiel |                          |
| 2024  | Vienne                | Autriche    |                  |                  | 27               | Site officiel | Birmingham               |
| 2025  | Lyon                  | France      | 5500             | 40               | 30               | Site officiel | Londres                  |
| 2027  | Cardiff               | Royaume-Uni |                  |                  |                  |               |                          |